# Díade
O termo díade, na música, não é um acorde sim um intervalo formado apenas por 2 notas. Único acorde formado por díade deve ser chamado de bicorde, já o intervalo em inglês double stop. O termo díade também pode ser utilizado para referir-se a um acorde ou intervalo, porém, para referir-se ao "díade melódico", é preferível falar "intervalo"; e para referir-se ao "díadede harmônico" (power chord ) é preferível falar apenas "power chord". À Harmonia musical baseada em díades dá-se o nome de bifonia, sendo também comum chamá-la de Harmonia Prematura, visto que foi o primeiro tipo de harmonia a surgir. Esses power chords  - geralmente a tônica e sua quinta justa - são empregados majoritariamente na música ocidental medieval, oriental, no rock e no heavy metal. Podem apresentar inversões ou dobramentos livremente. Sol-Ré e Lá-Mi são exemplos de power chords.
A técnica para se tocar uma díade ou double stop em instrumentos de corda é geralmente pressionar 2 cordas adjacentes e tocá-las simultaneamente.
Na guitarra, é muito comum o uso de díades por músicos de blues, rock e heavy metal. Neste caso geralmente é tocado um intervalo de quinta (ou quarta) junto com a nota alvo, formando um acorde muito famoso, o Power chord. O guitarrista Chuck Berry foi um dos primeiros a fazer uso desta técnica, veja nas músicas, Johnny B. Goode ou Roll Over Beethoven, como ele constrói introduções e solos fazendo uso extensivo de díades.